# Чорновільхові насадження понад річкою Прип'ять (квартали 17, 18)
«Чорновільхові насадження понад річкою Прип'ять» — ботанічна пам'ятка природи місцевого значення. 
Пам’ятка розташована в межах Зони відчуження ЧАЕС, ДСВКЛП «Чорнобильліс» на території Старошепелицького лісового відділення, квартал 17, виділ 12, квартал 18, виділ 16. Була створена рішенням виконкому Київської обласної Ради народних депутатів №118 від 28 лютого 1968 р.
Пам’ятка є високопродуктивними вільховими насадженнями.